# Ungarndeutsches Museum
Das Ungarndeutsche Museum (auch Ungarndeutsches Landesmuseum, ungarisch Német Nemzetiségi Múzeum) in Tata (Ungarn) sieht nach einem Sammlungskonzept von 1972 die Sammlung, das Aufbewahren und die Vermittlung der Kultur der deutschsprachigen Bevölkerungsgruppen, die je in Ungarn gelebt haben oder in der Gegenwart leben, vor. Es hat eine ethnografisch-historische Sammlung. Die Institution ist organisatorisch dem Kuny Domokos Múzeum (Stadtmuseum) untergeordnet.

## Das Gebäude
Das Museum war einst in der Miklós-Mühle untergebracht. Seit 1983 befindet es sich in der Nepomucenus-Mühle. Die einstige Wassermühle wurde 1758 gebaut. Unter den ersten Besitzer war auch der Baumeister der Familie Esterházy, Jakob Fellner. Die Mühle ist nach ihrem Schutzpatron, Johannes von Nepomuk benannt. Die Holzstatue des Heiligen von einfacher Schönheit ziert den Frontgiebel des Hauses. Das historisch getreu rekonstruierte Mühlwerk und die Geschichte der Mühle werden im Museum in einem Animationsfilm gezeigt.
Im Hauptgebäude befinden sich die Foto-, Audio- und Dokumentenarchive, Bibliotheksbestände und Büros. In drei Stockwerken hat das Museum etwa 500 m² Ausstellungsfläche. Im Nebengebäude, im einstigen Kornspeicher ist das Magazin untergebracht.

## Die Ausstellung
Wir und die Anderen – so heißt die 2015 eröffnete neue Dauerausstellung des Museums. Sie präsentiert nicht nur die Kultur der Ungarndeutschen, sondern zeigt vielmehr wie Vorurteile entstehen und wie die Mehrheitsgesellschaft die Minderheitenkultur bestimmt. Der Raum Geschichten zeigt das tausendjährige Wechselverhältnis zwischen Staat und unterschiedlichen ethnischen Bevölkerungsgruppen. Ein Zeitstrom der Geschichte schlängelt sich entlang der Bilder. Die Insel, Dämme und abgespaltene Flussarme deuten symbolhaft auf die Geschichtsereignisse. Der Geschichte gegenüber befinden sich Erinnerungsobjekte. Diese wurden von Privatpersonen und Gemeinschaften dem Museum geschenkt. Sie gelten als Symbole der Zugehörigkeit zur deutschen Minderheit. Der Raum Objekte präsentiert Exponate der Sammlung, die in der Vergangenheit typisch deutsch gegolten haben.

### Dauerausstellungen
- 1973 erste Dauerausstellung: Deutsche Siedler im Komitat Komorn (Miklós-Mühle)
- 1985 zweite Dauerausstellung: Der grosse Schwabenzug (Nepomucenus-Mühle)
- 1997 dritte Dauerausstellung: 1100 Jahre Zusammenleben: Deutsche in Ungarn von der Landnahme bis zur Gegenwart
- 2015 vierte Dauerausstellung: Wir und die Anderen